# Omar Berdiýew
Omar Berdiýew (RSS de Turkmenistán; 25 de junio de 1979 – 6 de enero de 2023) fue un futbolista turkmeno que jugó en la posición de defensa.

## Carrera

### Club
| Periodo   | Club                  |
| --------- | --------------------- |
| 2000–2001 | Köpetdag Aşgabat      |
| 2002      | Nisa Aşgabat          |
| 2002      | FC Shakhter Karagandy |
| 2003      | Nisa Aşgabat          |
| 2003      | FC Metalist Kharkiv   |
| 2004      | FC Atyrau             |
| 2005–2006 | FC Esil Bogatyr       |
| 2007      | FC Atyrau             |
| 2007–2008 | FK Dinamo Samarqand   |
| 2009      | Olmaliq FK            |
| 2009–2010 | FK Karvan Yevlax      |

### Selección nacional
Jugó para Turkmenistán en 37 partidos entre el 2000 y 2010, y anotó un gol, el 19 de noviembre de 2003, en la victoria por 11-0 ante Afganistán en Asjabad por la clasificación de AFC para la Copa Mundial de Fútbol de 2006; además de ser parte de la selección que participó en la Copa Asiática 2004.

## Logros
- Ýokary Liga: 3

1998/99, 2000, 2003
- Copa de Turkmenistán: 3

1998, 2000, 2001